# Copocentra calliscelis
Copocentra calliscelis är en fjärilsart som beskrevs av Edward Meyrick 1909. Copocentra calliscelis ingår i släktet Copocentra och familjen signalmalar. Inga underarter finns listade i Catalogue of Life.